# Jordi Parra
Jordi Parra Estévez (Badalona, 28 giugno 1934) è un ex cestista spagnolo.

## Carriera
Con la Spagna conquistò la medaglia d'argento ai Giochi del Mediterraneo del 1959.

## Palmarès
- Campionato spagnolo: 2

Real Madrid: 1959-60, 1960-61
- Copa del Rey: 4

Joventut de Badalona: 1953, 1958
Real Madrid: 1960, 1961